# متحف غويتشاي للتاريخ والتراث المحلي
متحف مقاطعة غويتشاي للتاريخ والتراث المحلي (بالأذرية: Göyçay Tarix-Diyarşünaslıq Muzeyi) – هو متحف منشأ في مدينة غويتشاي. يضم المتحف معارض تعكس تاريخ وطبيعة مدينة غويتشاي.

## تاريخ المتحف
تم إنشائه المتحف عام 1983 بمقاطعة غويتشاي. يعمل المتحف في المبنى الجديدة منذ 2012.
يحتوي المتحف غويتشاي للتاريخ والتراث المحلي ستة ألاف معارضا. بينهم نمازج من المجوهرات والأسلحة والأواني التي عثرت خلال الحفريات في المستوطنات البشرية القديمة.
العديد من المعارض تصف أبطال الاتحاد السوفيتي ضياء بونيادوف، وبهاء الدين ميرزاييف، وحاجي غافاروف وعشرات المقاتلين الآخرين.
في الوقت الحاضر يوجد بالمتحف ستة ألاف وثمانمائة معرضا. وتتعرض في المتحف 795 من هذه المعارض.
تتألف معارض المتحف من أقسام متعلق بالطلاء والنحت وعلم الآثار والإثنوغرافيا والتصوير الفوتوغرافي والوثائق والاقتصاد والتقاليد الوطنية.